# Verónica Ortiz
Verónica Ortiz La Loggia (Caracas, Venezuela, 13 de octubre de 1969) es una productora, actriz, conductora de radio y motivadora en diabetes venezolana, con ascendencia italiana. Actualmente se dedica a la producción ejecutiva de cine y medios audiovisuales. 
Comenzó trabajando como extra en varias telenovelas de RCTV y Venevisión mientras estudiaba actuación en el Taller del Actor con Enrique Porte y América Alonso. Posteriormente cursó estudios superiores y obtuvo la licenciatura en Artes, Mención Cinematografía, en la Universidad Central de Venezuela (UCV). Ha trabajado en producciones como Alba Marina (1987), La dama de rosa, Maribel, El paseo de la gracia de Dios, Emperatriz, María María, Ilusiones, María de los Ángeles, Mariú, Carissima, además de participar en varios unitarios, en teatro y en radio. A los 24 años se convirtió en madre de un hijo, de nombre Diego, nacido en 1994.

## Radio
- 2019 - 2020, Movida Gastronómica, con Daniel Ortiz. Suena 107.2 FM (Madrid, España)
- 2009 - 2016, Movida Gastronómica, con Clara Franco y Adelita González. La Romántica - 88.9 FM (Caracas, Venezuela)

## Telenovelas
- 1986, La dama de rosa (RCTV)
- 1988, Alba Marina (Venevisión) -  Carolina
- 1988, Toda la Vida (Venevisión)
- 1988, Sentimiento (Venevisión) - Aguamiel
- 1989, Maribel (Venevisión) - Rebeca
- 1989, María María (Marte Televisión) - Silvia
- 1990, Emperatriz (Marte Televisión) - Lola
- 1991, La traidora (Marte Televisión) - Ibelice
- 1992, Divina obsesión (Marte Televisión) - María Elena
- 1993, El paseo de la gracia de Dios (Marte Televisión) - Clara Delfino Mendoza
- 1995, Ilusiones (RCTV) - Macarena Guinand
- 1997, María de los Ángeles (RCTV) - Andrea Arévalo Córdoba
- 1999, Luisa Fernanda (RCTV)
- 1999, Mariú (RCTV) - Aurora Gálvez Escorza
- 2000, Mis 3 hermanas (RCTV)
- 2000, Carissima (RCTV) - Valentina Ávila
- 2002, Juana La Virgen (RCTV)
- 2002, La mujer de Judas (RCTV)
- 2004, Sabor a ti (Venevisión) - Yajaira Martínez
- 2005, Se solicita príncipe azul (Venevisión) - Rebeca
- 2006, Guayoyo Express (Televen) - Iráis
- 2008, Torrente, un torbellino de pasiones (Venevisión) - Migdalia
- 2009, Un esposo para Estela (Venevisión) - Elvira Domínguez
- 2012, Nacer contigo (Televen) - Florencia Parra de Gael
- 2015, Amor secreto (Venevisión) - Zulay Martínez

## Teatro
- 2004, Los Ladrones Somos Gente Honrada (original de Enrique Jardiel Poncela)
- 2006, Fantasía (original de Beatrice Ferolli)
- 2006, Falsarios (original de Reynaldo Hidalgo)
- 2006, La Cenicienta (versión de Natalia Martínez)